# Ермс
Ермс (на немски: Erms; на латински: Armissia) е 32,7 km дълга река в Баден-Вюртемберг, Германия. Тя е десен приток на Некар. Извира при Зебург, част от Бад Урах, в Швабска Юра (Швабски Алб) и се влива в Некартенцлинген в Некар, която се влива в река Рейн, която се влива в Северно море.
Името на реката идва от римската дума Armissa. По времето на Римската империя на местото на днешния Метцинген се разполагало селището Vicus Armissium.